# آلتی‌قره‌سو
آلتی‌قره‌سو (به قزاقی: Altykarasu) یک روستا در قزاقستان است که در تمیر واقع شده‌است. آلتی‌قره‌سو ۱۳۰ متر بالاتر از سطح دریا واقع شده‌است.